# Hyères
Hyères  település Franciaországban, Var megyében, a Provence-Alpes-Côte d’Azur régióban. „Hyères les Palmiers” néven klímája által télen is híres üdülőhely. Lakosainak francia neve „hyèrois(e)”. Lakosainak száma 55 384 fő (2022. január 1.). Hyères Carqueiranne, La Crau, La Londe-les-Maures és Pierrefeu-du-Var községekkel határos.

## Fekvése
A Földközi-tenger partján, Toulon-tól 16 km-rel keletre, a Gapeau folyó torkolatánál fekvő település.

## Története

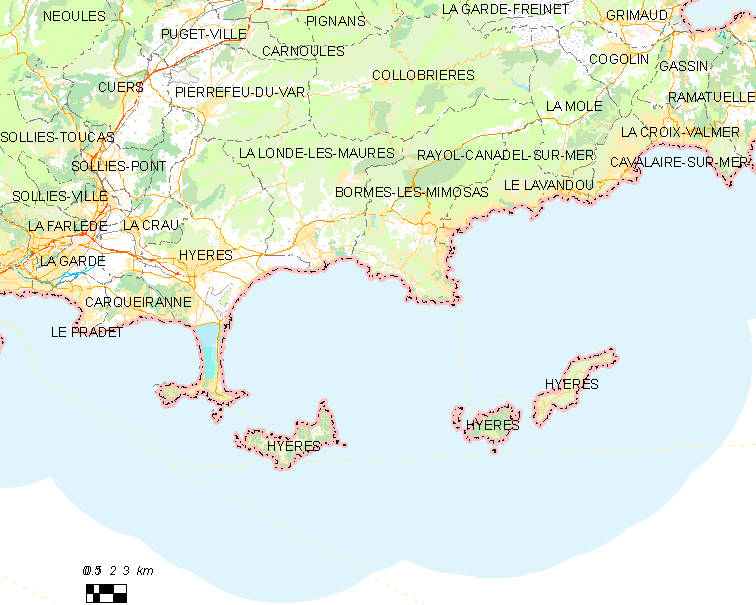

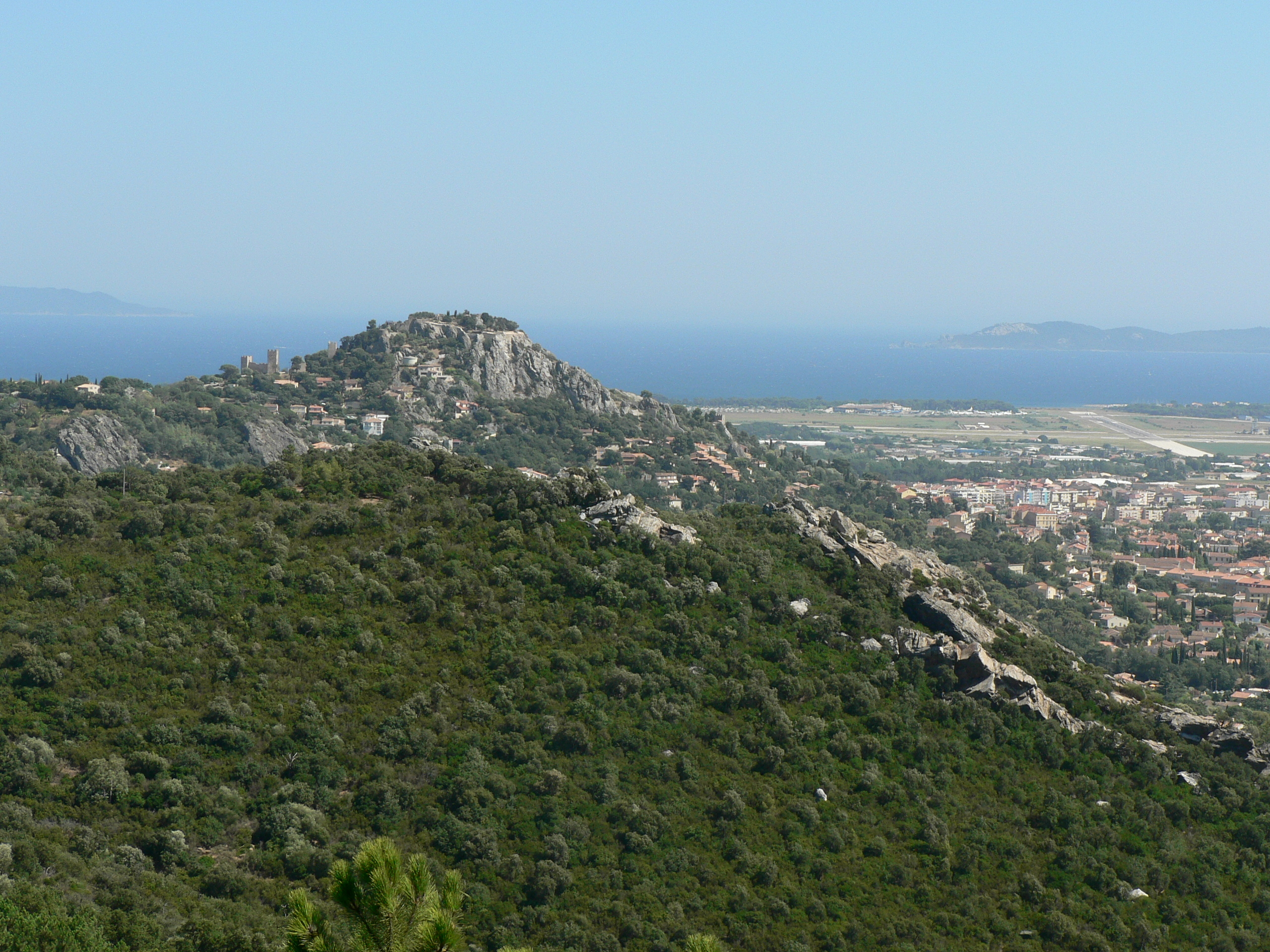
Hyères látképe

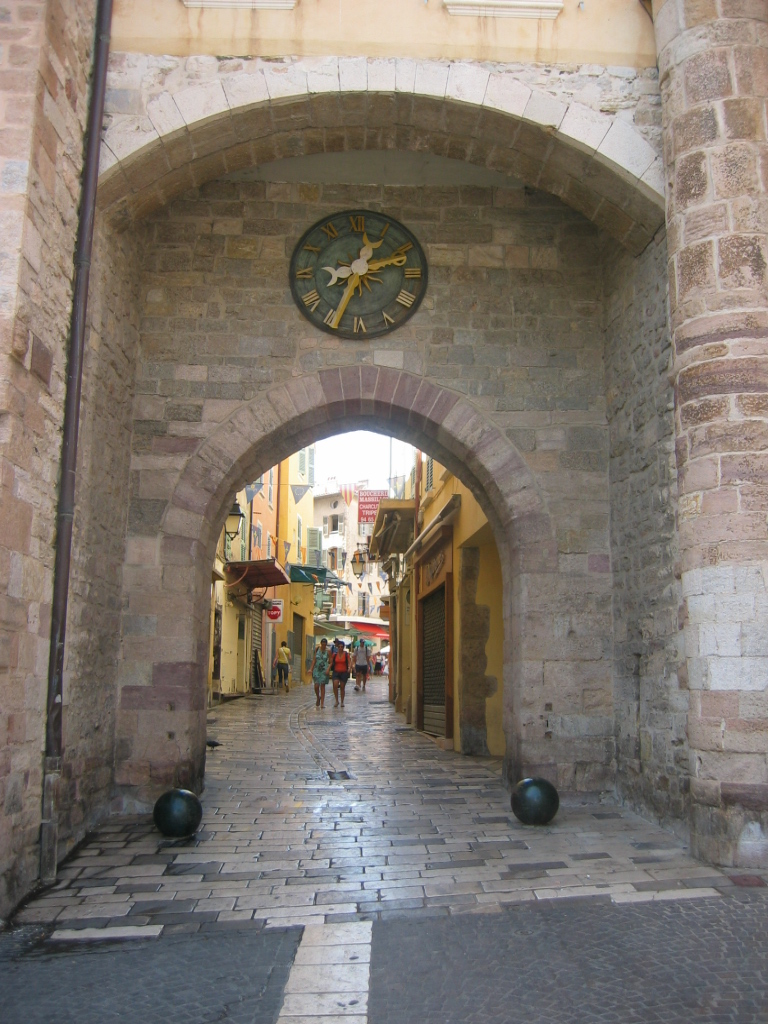
Porte del la Rade

A város volt az első helye a francia Riviérán az egzotikus növények akklimatizációs kísérleteinek. Ma Hyères vezető pozíciót foglal el a virágkertészet és szőlőművelés területén is.
A negyedik században görög hajósok erődített kereskedelmi állomása épült fel itt a föníciai Massalia helyén, a Földközi-tenger mellett, melyet ( IV.1.5 ) Sztrabón, a nagy földrajztudós Olbia néven említett. E megerősített bástya célja  a part menti hajózás biztosítása volt.
Hyères nevét először 963 -ban említették Eyras alakban.
Eredetileg a Marseille vikomtjainak birtokában volt, később Anjou Károly tulajdona lett. 1254-ben IX. Lajos francia király (Szent Lajos) szerezte meg, miután visszatért a keresztes hadjáratokból.
A 12. században a templomos lovagok kolostort építettek, ebből az időből maradt fenn a Saint-Blaise torony.
1481-ben Hyères, az egész Provence-hez hasonlóan francia királyi birtok volt. Ekkoriban épült fel a Béal csatornarendszere is, Jean Natte és Pierre et Louis Rodolphe de Limans tervei alapján. A csatorna célja vízimalmok üzemeltetése és kertek öntözése volt. A csatornaépítési munkák 1453. szeptember 27-én kezdődtek el, de a mű teljes befejezésére csak 1632-ben, XIII. Lajos király uralkodása alatt került sor.

## Népesség
| Lakosok száma | 54 527 | 56 478 | 56 799 | 55 588 | 55 069 | 54 821 | 54 615 | 55 103 | 55 384 |
|               | 2011   | 2015   | 2016   | 2017   | 2018   | 2019   | 2020   | 2021   | 2022   |

## Földrajza
A városhoz tartoznak a Giens és Hyères szigetek is, köztük a Porquerolles, Port-Cros és Île du Levant, valamint számos további kisebb sziget is. A szigetcsoport „Arany szigetek” (Îles d’Or) néven is ismert, nevét a reneszánsz időkben kapta, az őket alkotó metamorf kőzetek csillámló részecskéi visszaverik a napfényt, aranyhoz hasonló csillogást mutatva. A szigeteken kívül a városnak több szárazföldi negyede is van, és 39 kilométer hosszú, váltakozva homokos és sziklás tengerparttal rendelkezik.
Átlagos tengerszint feletti magassága 182 méter, legmagasabb pontja 364 méter.

## Éghajlat
Hyères a francia Riviérán található, éghajlata mediterrán. A nyár forró és száraz, a tél enyhe és viszonylag nedves. Az öbölben a legnagyobb szélrekord 148 km/h volt, melyet 1983. november 28-án mértek. A város és az öböl környékén a Mistral szél fúj. Az éves átlagos hőmérséklet 15,9 °C, átlagosan legfeljebb 20,1 °C, és legalább 11,8 °C. A hőmérséklet rögzített minimális és maximális értéke 29 °C július–augusztusban, és 6 °C januárban és februárban a Földközi-tenger és a Toulon környéki agglomerációban. A fagyos napok ritkák, de 1986. február 10-én -7,5 °C hideget mértek. Ezzel szemben, 1982. július 7-én  40,1 °C rekord meleget mértek. A napsütéses órák száma évente 2 899,3 óra, a csúcs 373,8 óra júliusban. Egy másik fontos érték, amely ugyancsak jellemző a mediterrán éghajlatra; az éves csapadék Hyères területén 665 mm évente, viszonylag más városoknál alacsonyabb értéket képvisel a Földközi-tenger körül, főleg az eső nagyon egyenlőtlenül oszlik meg; kevesebb mint hét milliméter júliusban és közel kilencvennégy milliméter októberben. A rekord huszonnégy óra alatt rögzített csapadék 1978. január 16-án volt; ekkor elérte a 156 mm-t is;  2010. június 15-én 200 mm volt.

## Közlekedés
A Gare d’Hyères vasútállomás jelenti a kapcsolatot Toulon, Marseille, Párizs, és több regionális helyek között.
A repülőtér, hivatalos nevén Toulon–Hyères repülőtér  néhány kilométerre délkeletre található a város központjától, a homokos síkságon, közel a tengerparthoz. A 20. század elején a területet először magán légi közlekedés céljára használták. 1920-ban, miután az itteni mocsarat lecsapolták, a francia haditengerészet repülőgépei használták a területet, 1925-ben vált a francia flotta Air Arm (Aéronavale) hivatalos területévé, 1966 óta pedig kereskedelmi repülőtér, de a haditengerészet is használja helikopterek és merev szárnyú légijárművei céljára. Innen menetrend szerinti járatok indulnak Stockholm, Bristol, Ajaccio, Párizs, London, Brest, Brüsszel és Rotterdam repülőtereire is.

## Rendezvények
- Hyères ad otthont a Hyères International Fashion and Photography Fesztiválnak, melyre 1985 óta minden év április végén sor kerül.  Ezen a fesztiválon ismerték fel először Viktor & Rolf tehetségét.
- A város ad otthont évente júliusban a Francia Riviéra MIDI zenei fesztiváljának is.

## Nevezetességek
- Chateau romjai
- St Bernard Park

## Itt születtek, itt éltek
- Jean Baptiste Massillon – francia püspök
- Paul Bourget – (1852–1935) író
- Edith Wharton – (1862–1937) regényíró
- Marie-Laure de Noailles
- Henri Aiguier – francia politikus (1876–1927)
- Itt halt meg Jules Michelet (1798–1874) történetíró
- Itt halt meg Aranyosmedgyesi báró Mednyánszky Sándor Cézár római katolikus lelkész, az 1848–49-es forradalom és szabadságharc tábori főlelkésze, majd a hadügyminisztérium hadlelkész osztályának igazgató tanácsosa. Mednyánszky László, vértanú öccse. Mednyánszky László festőművész nagybátyja. Apja, báró Mednyánszky József részt vett a napóleoni háborúkban és Franciaországból nősült.

## Galéria

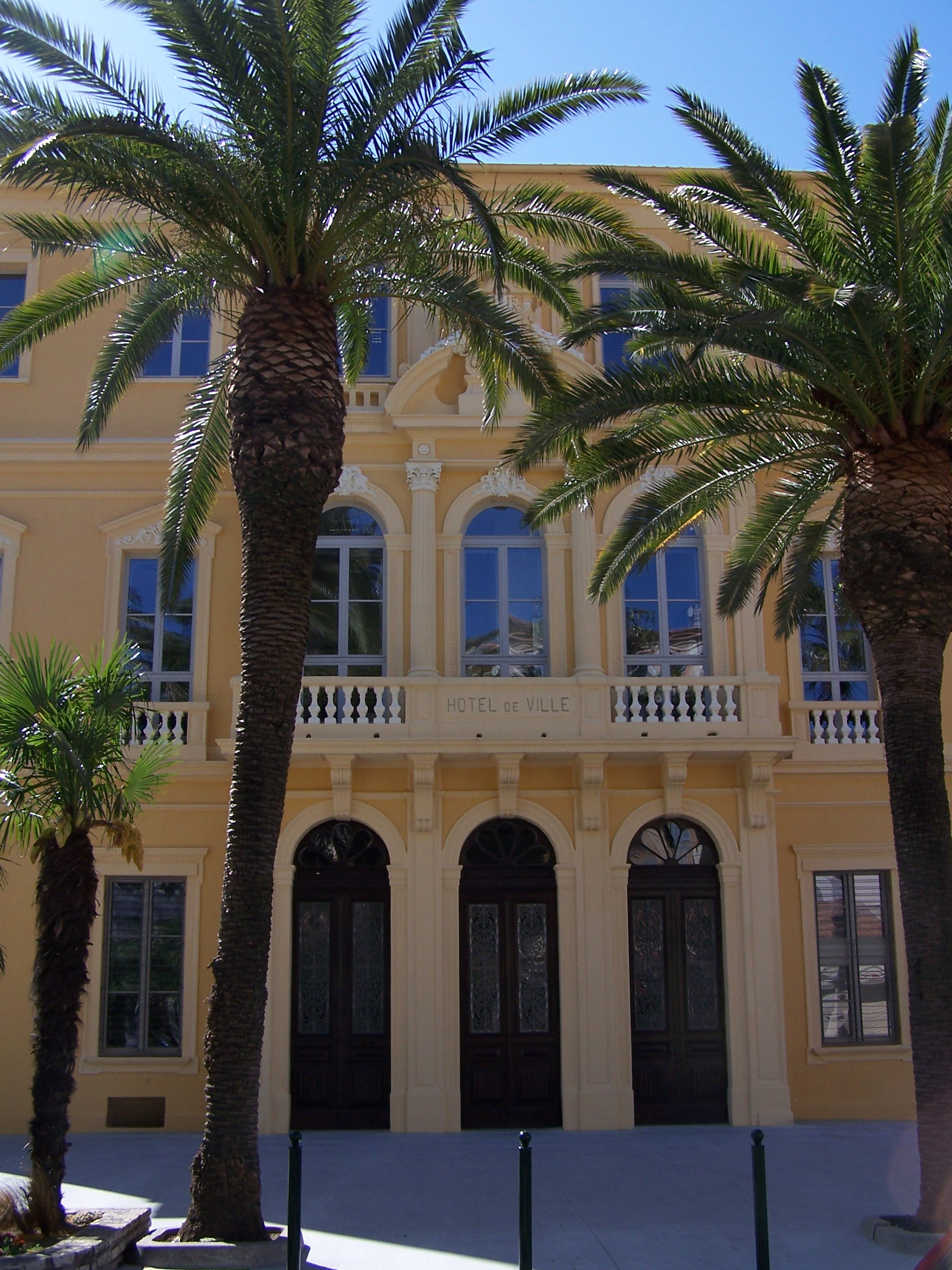
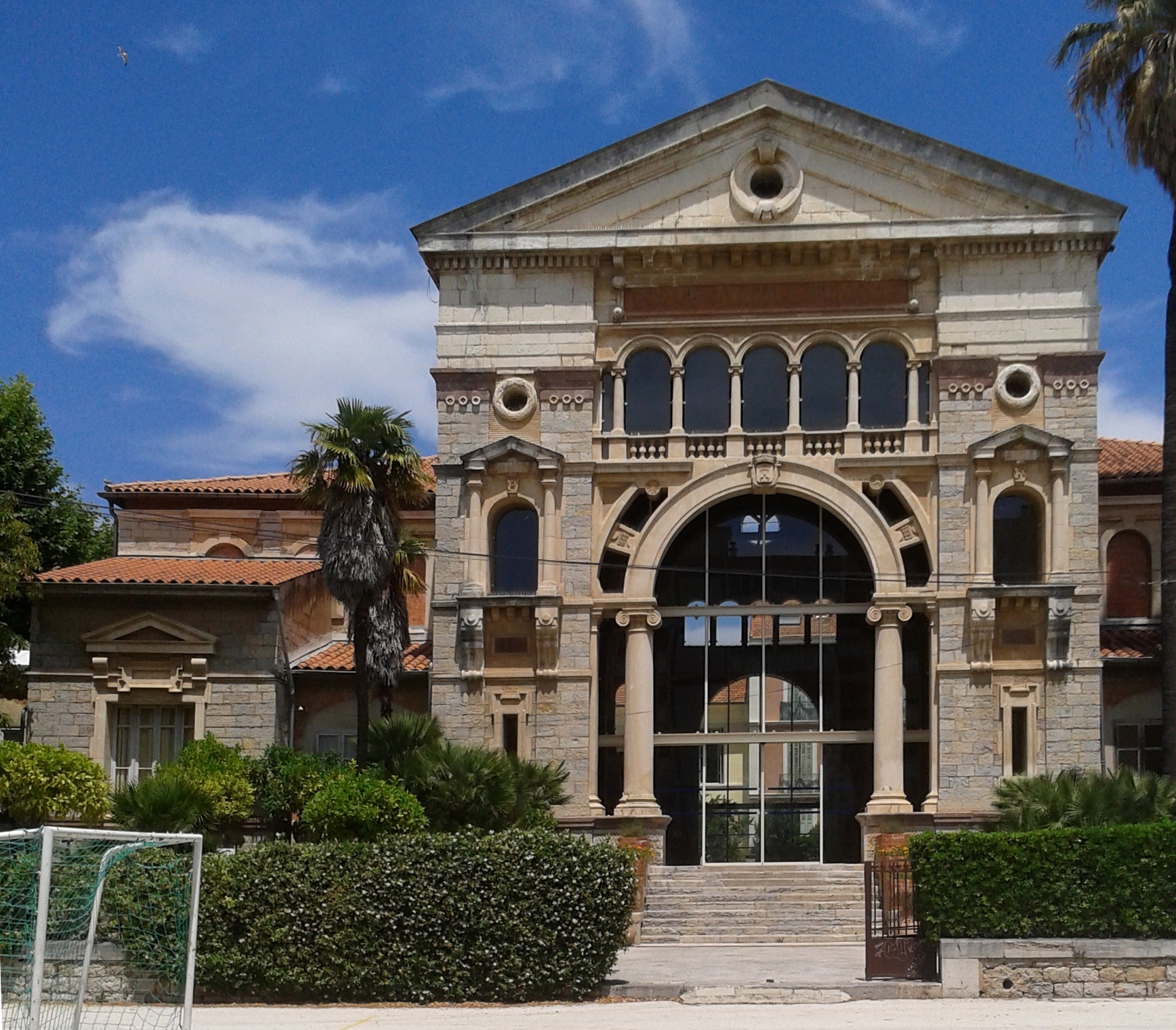
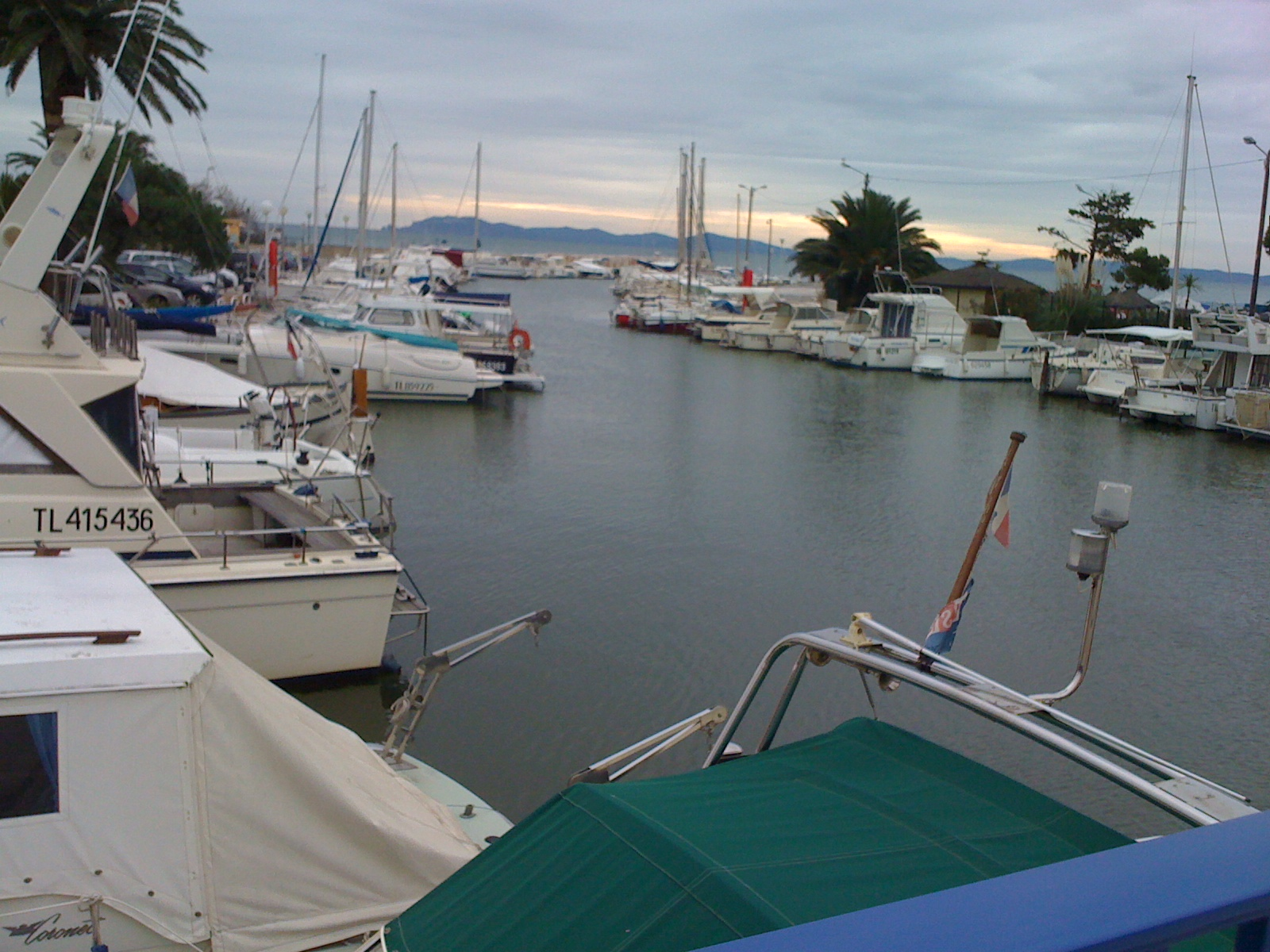
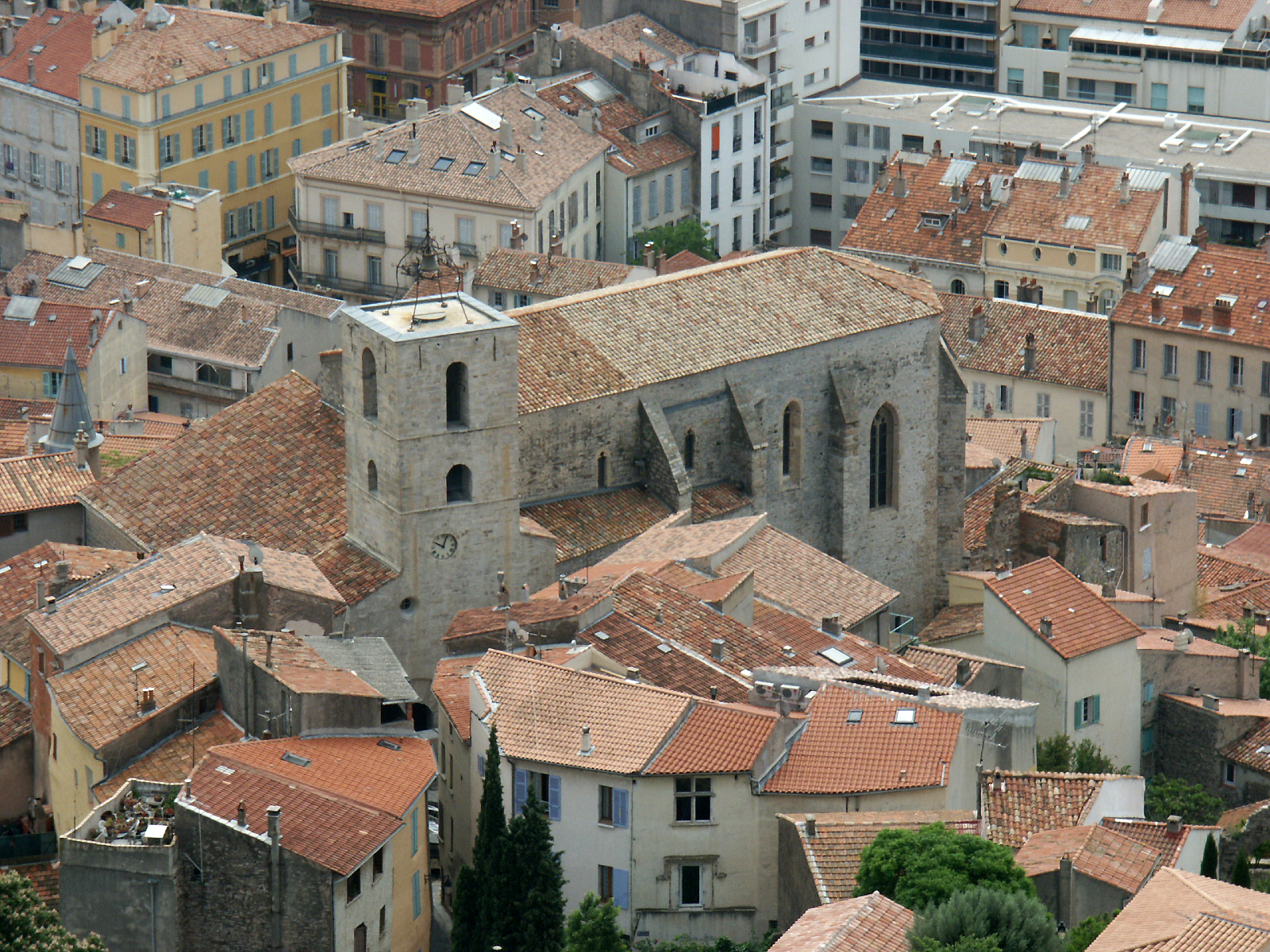
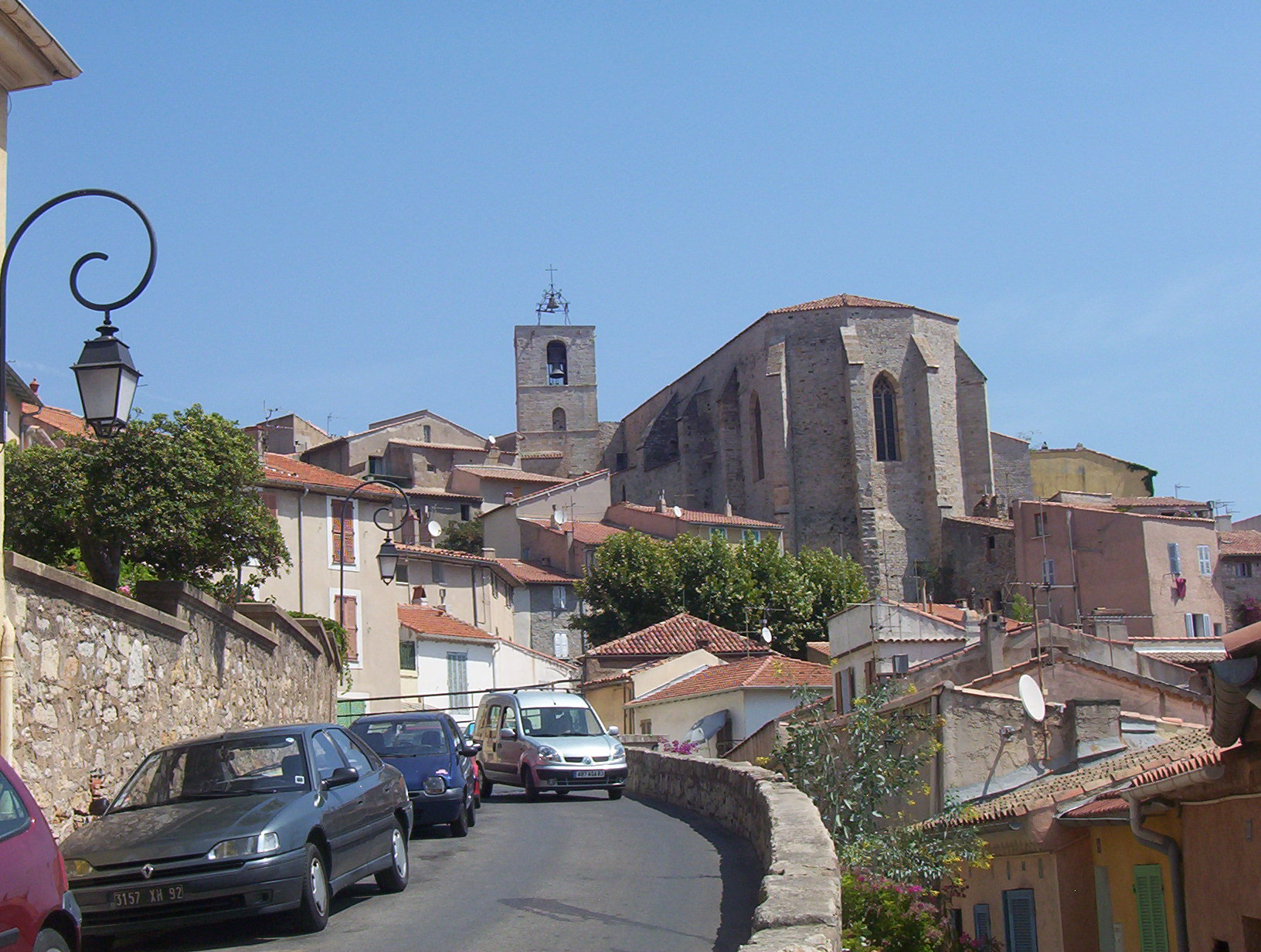
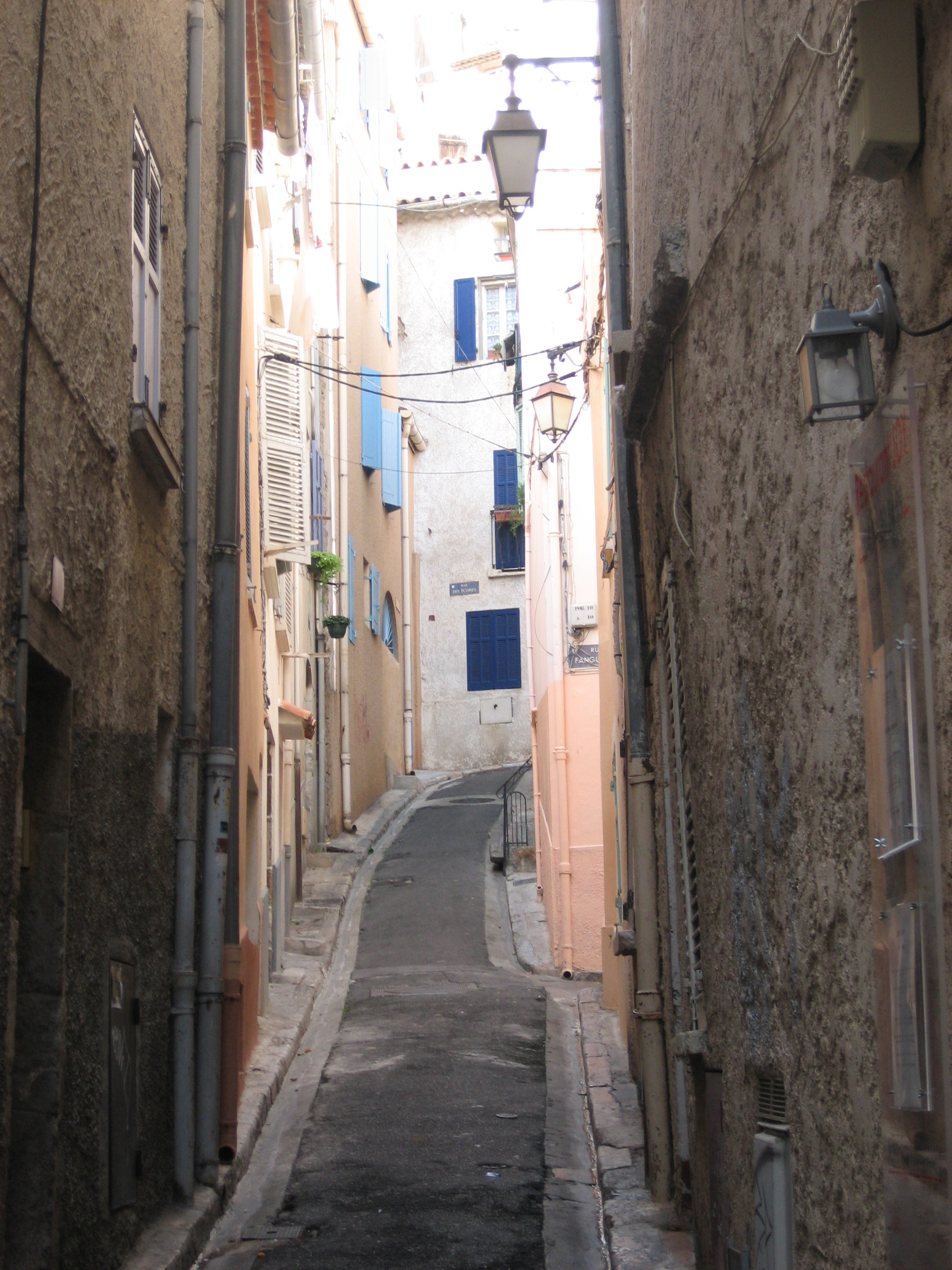
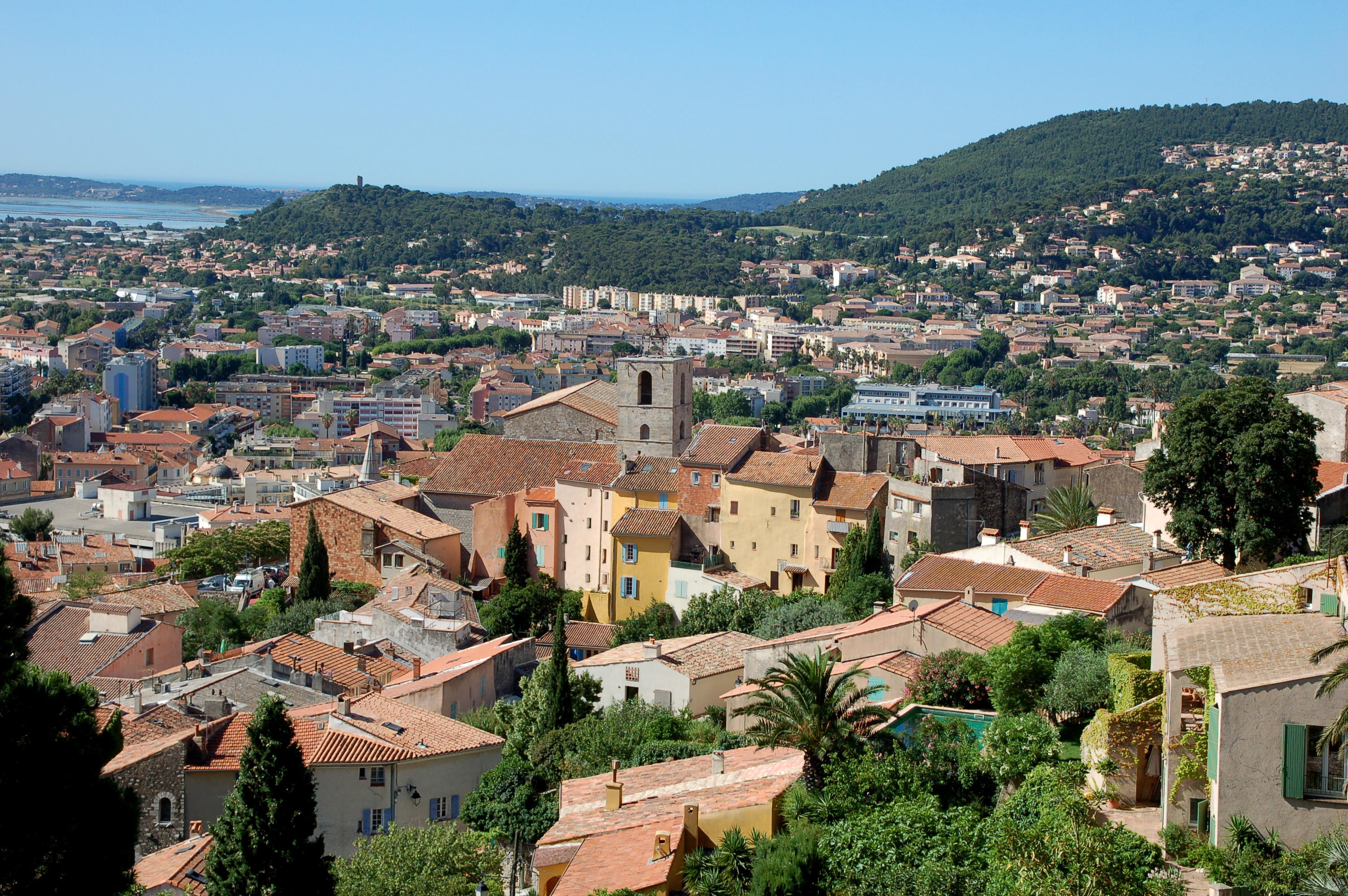
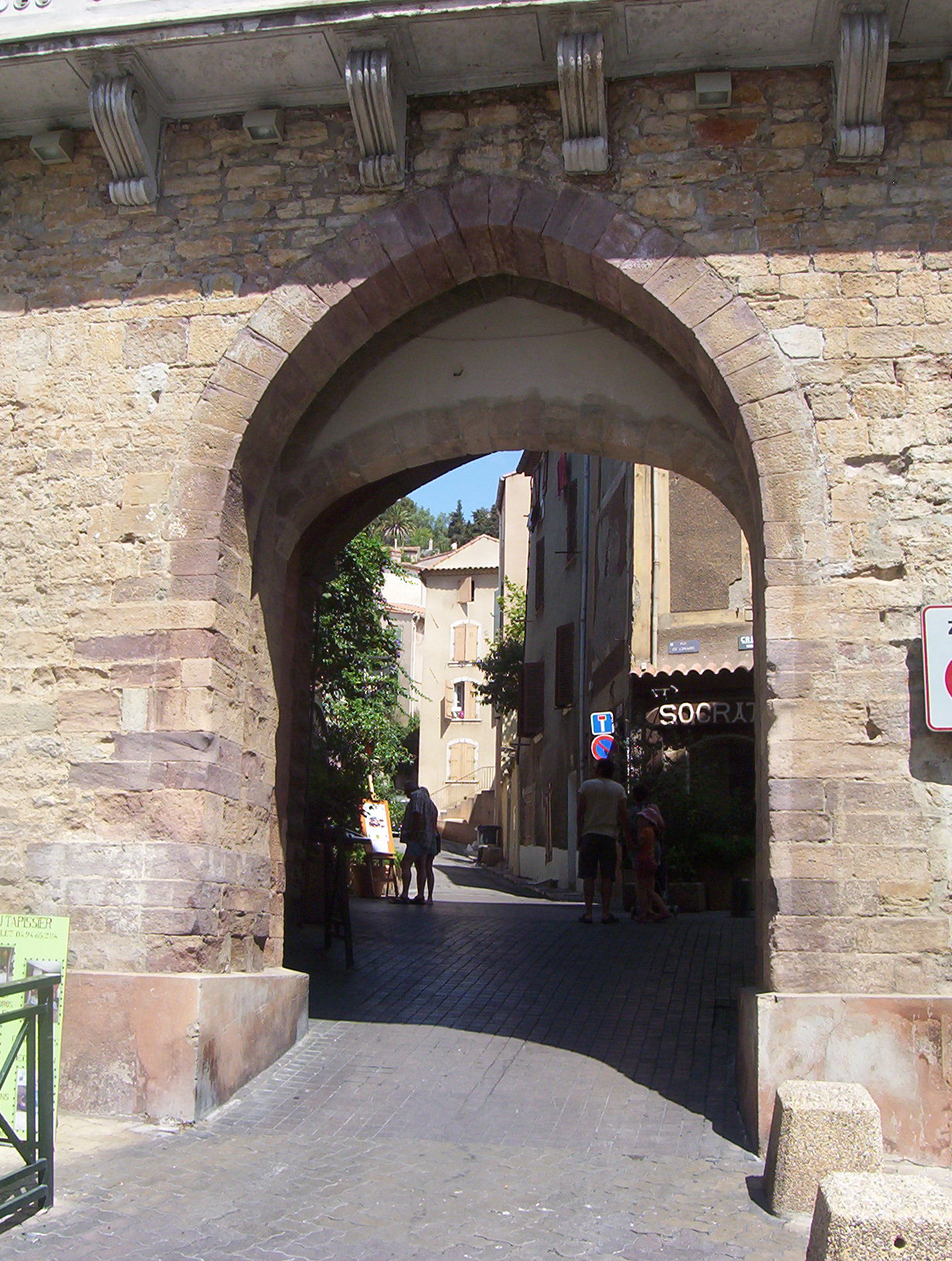
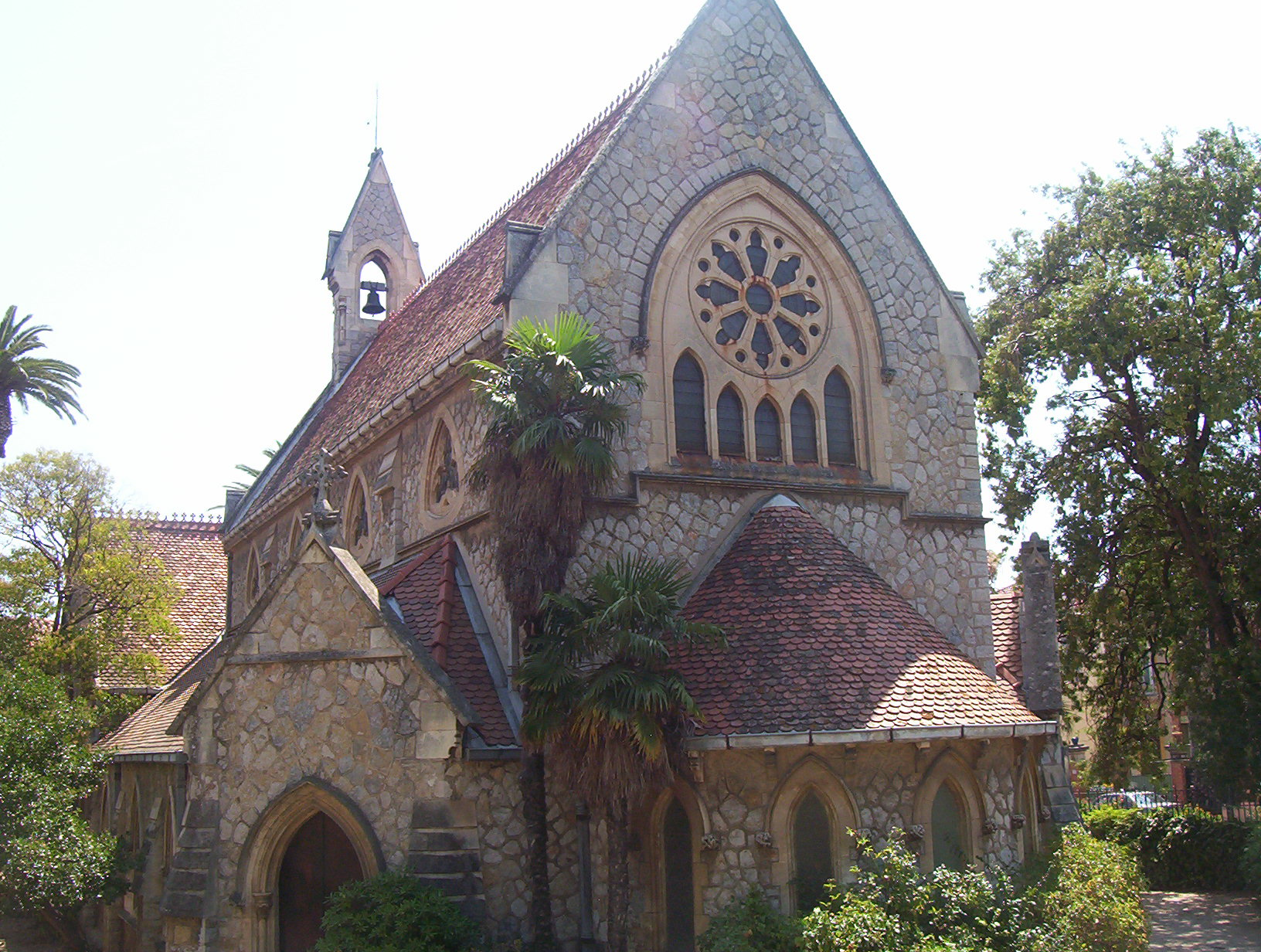
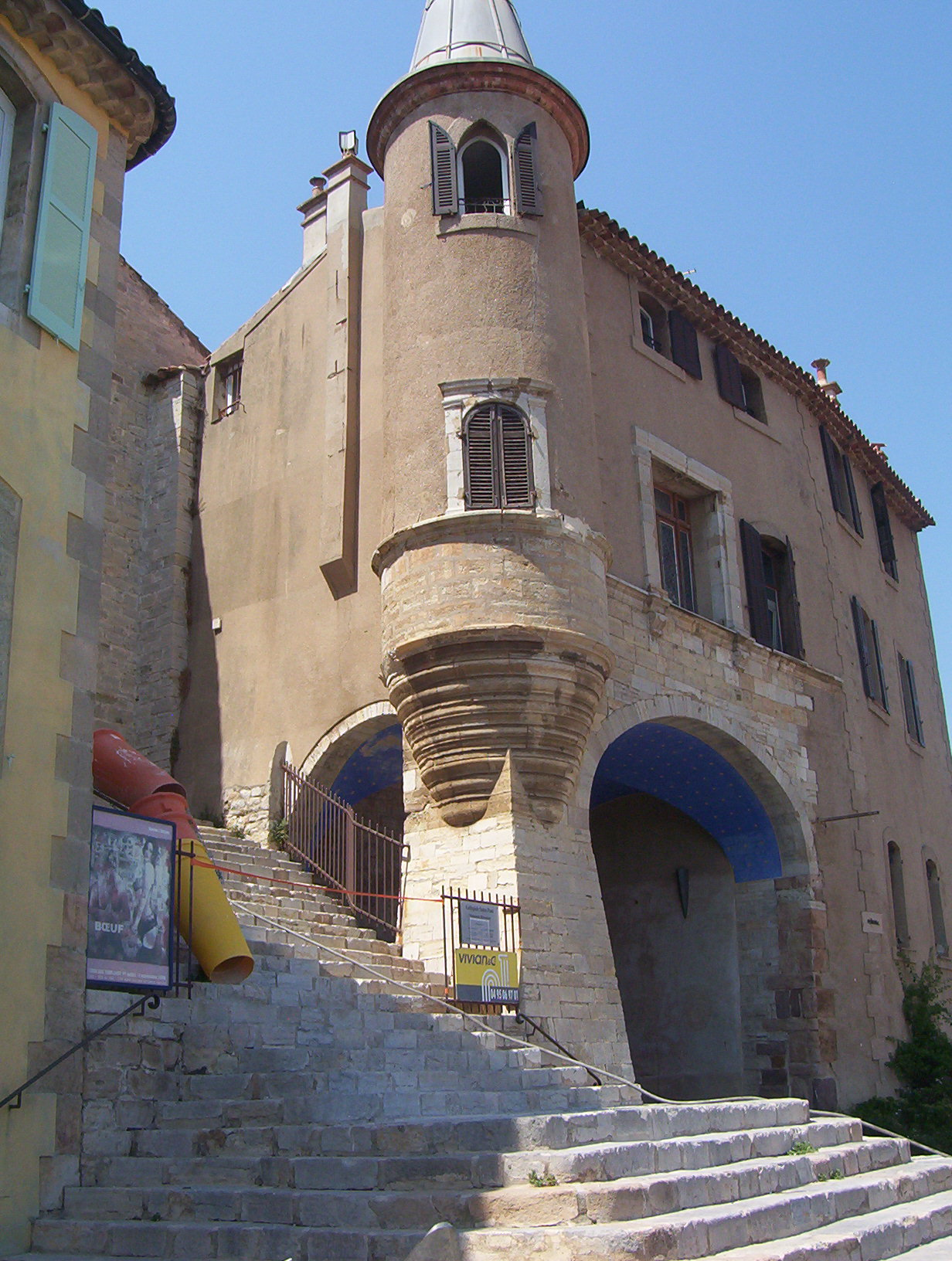
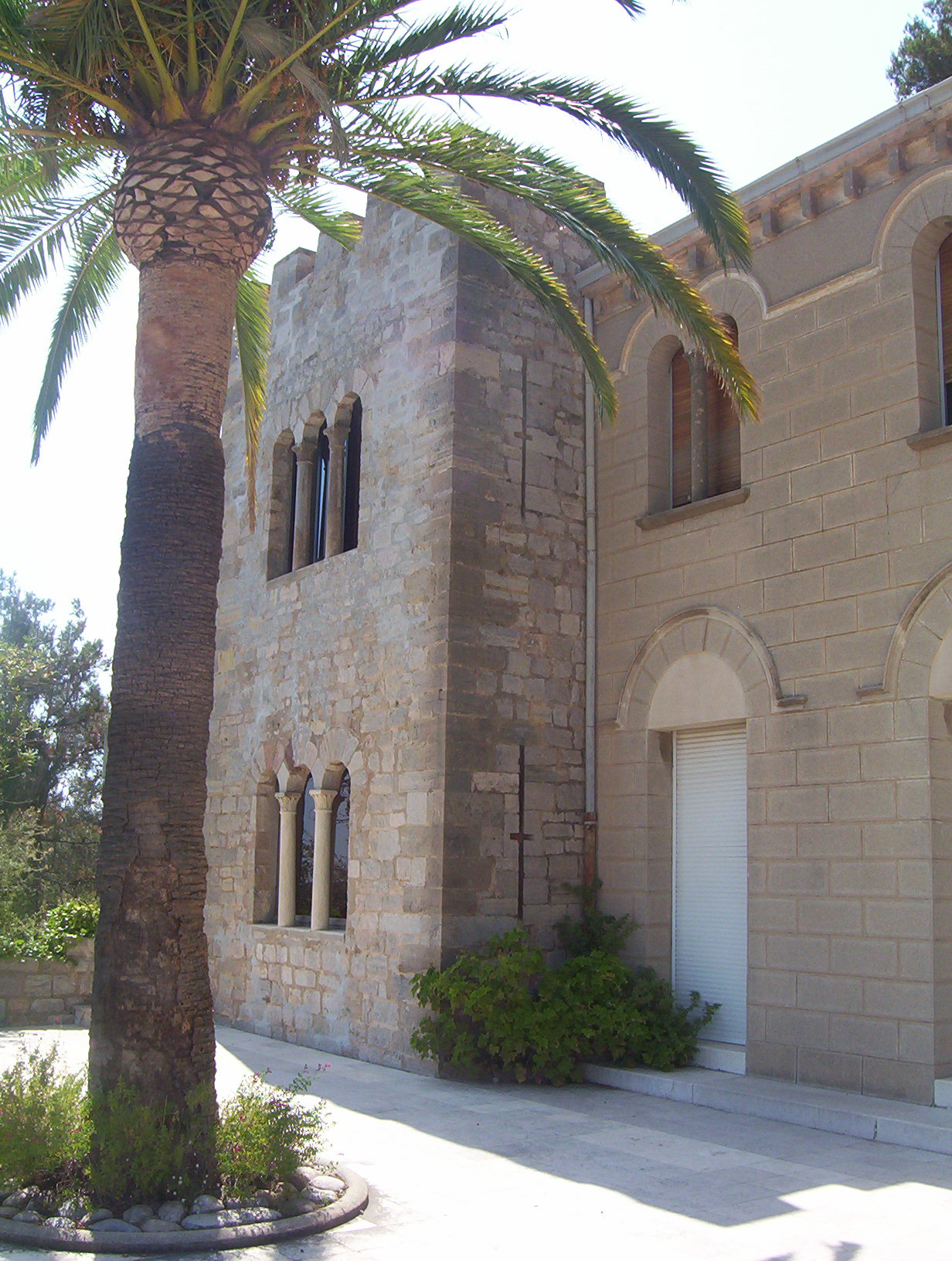
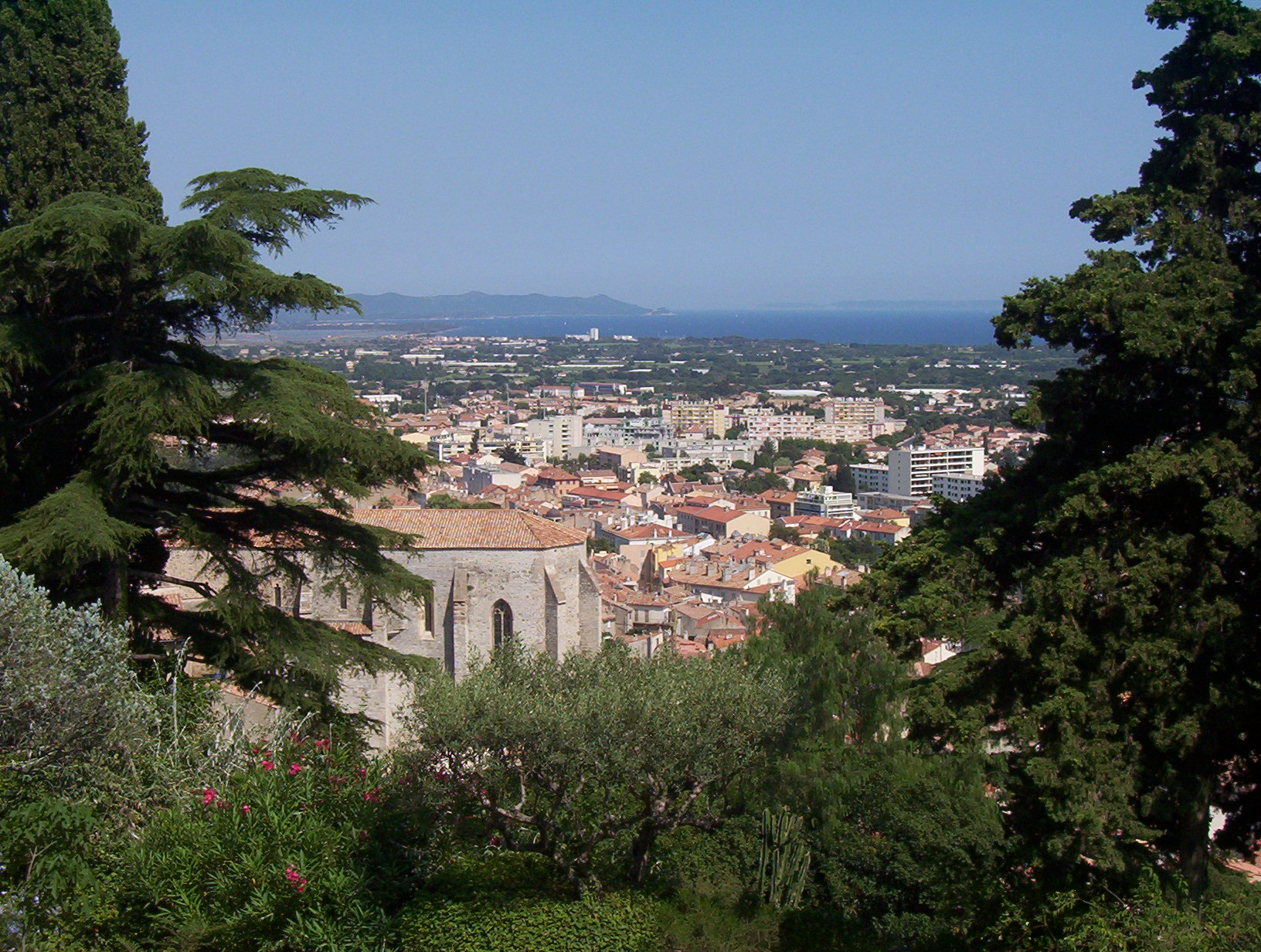
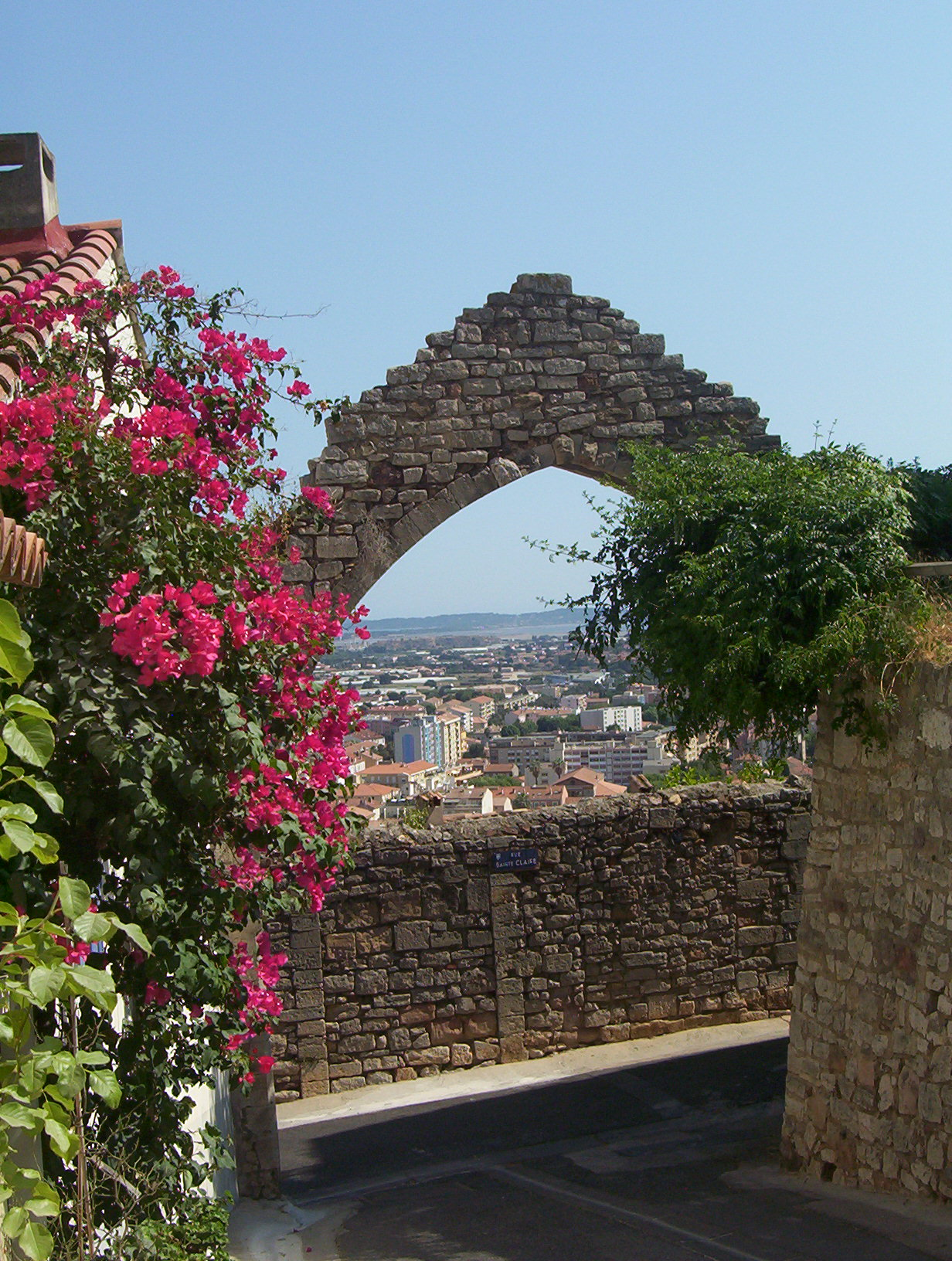
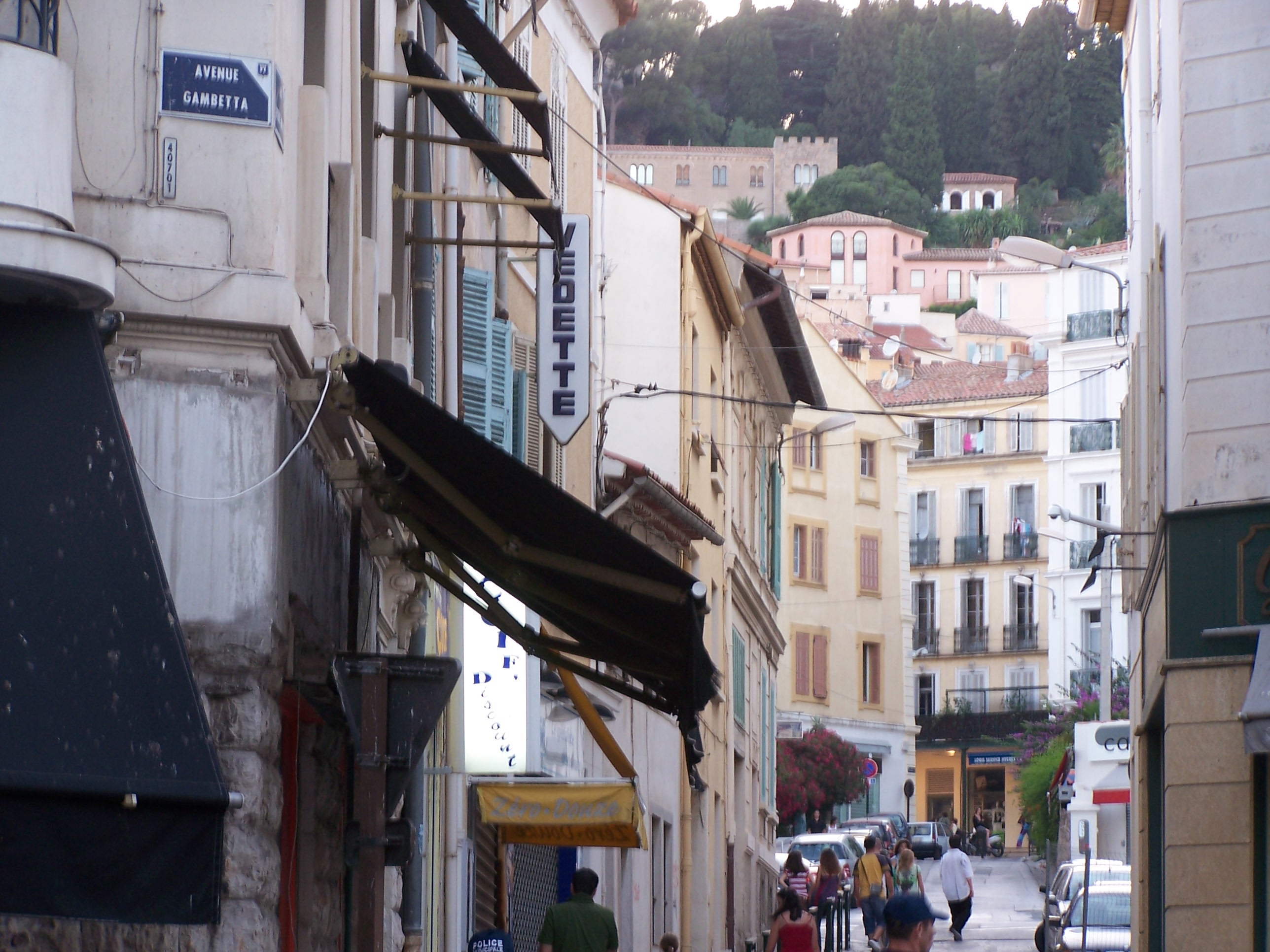
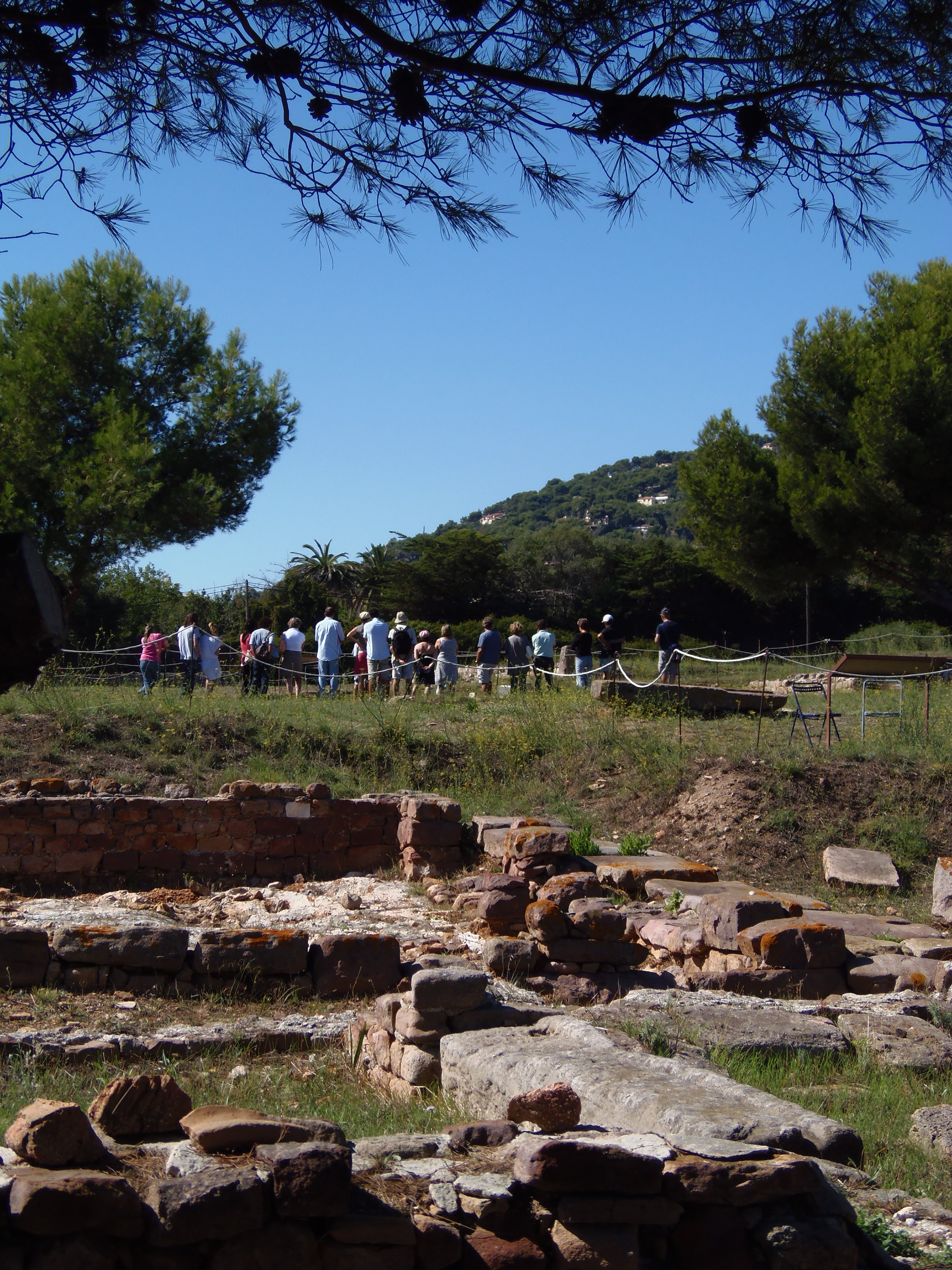
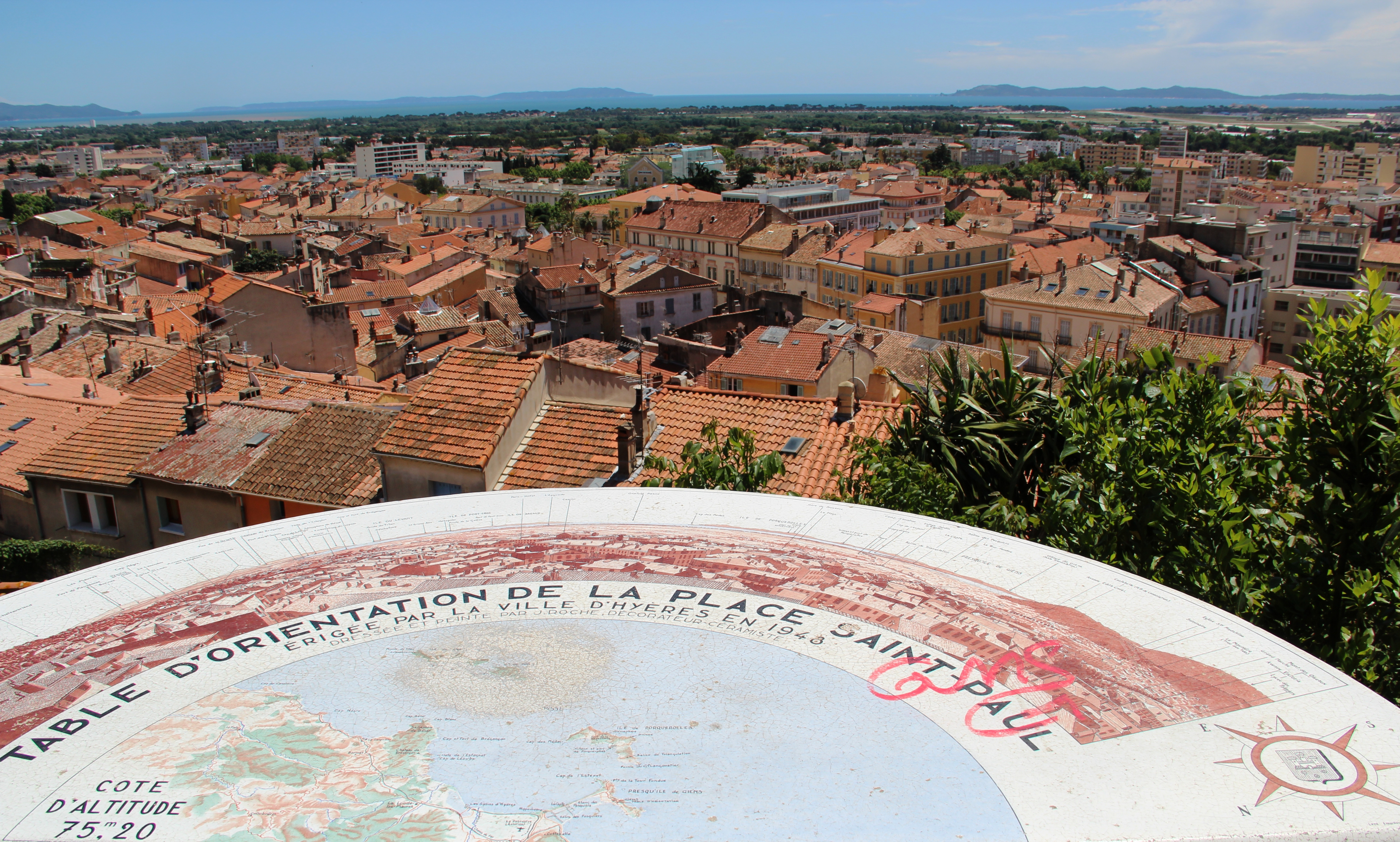
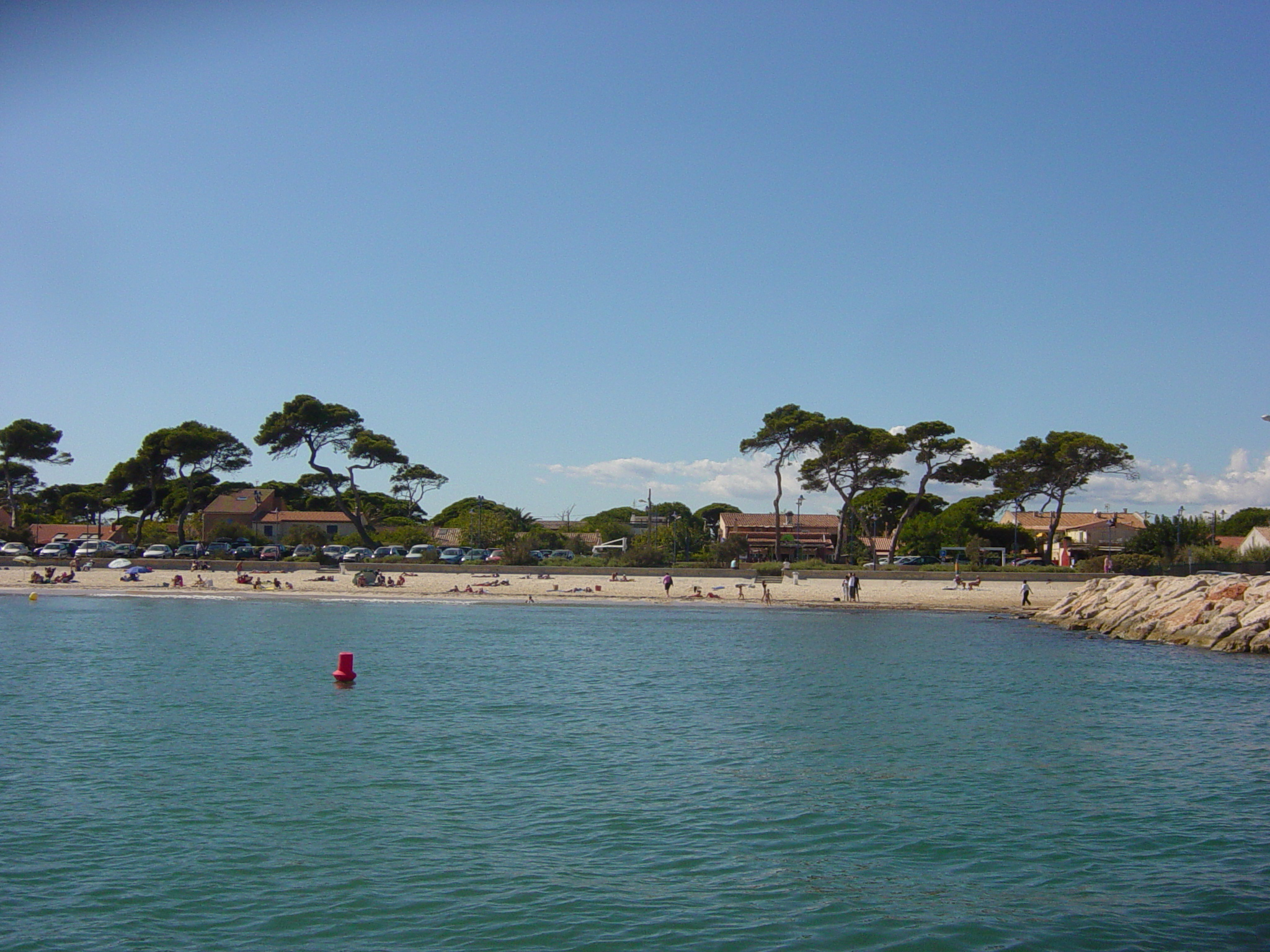
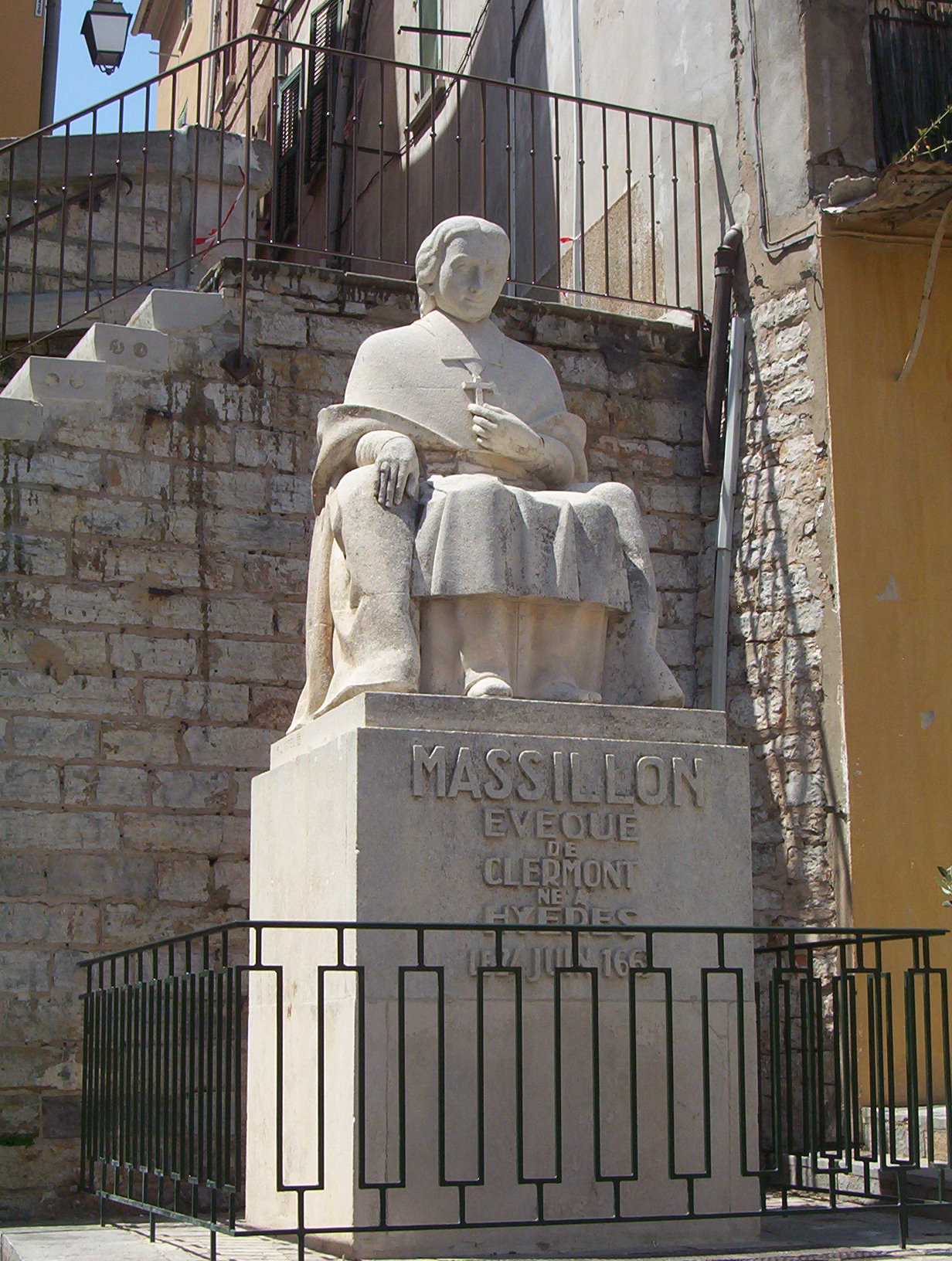
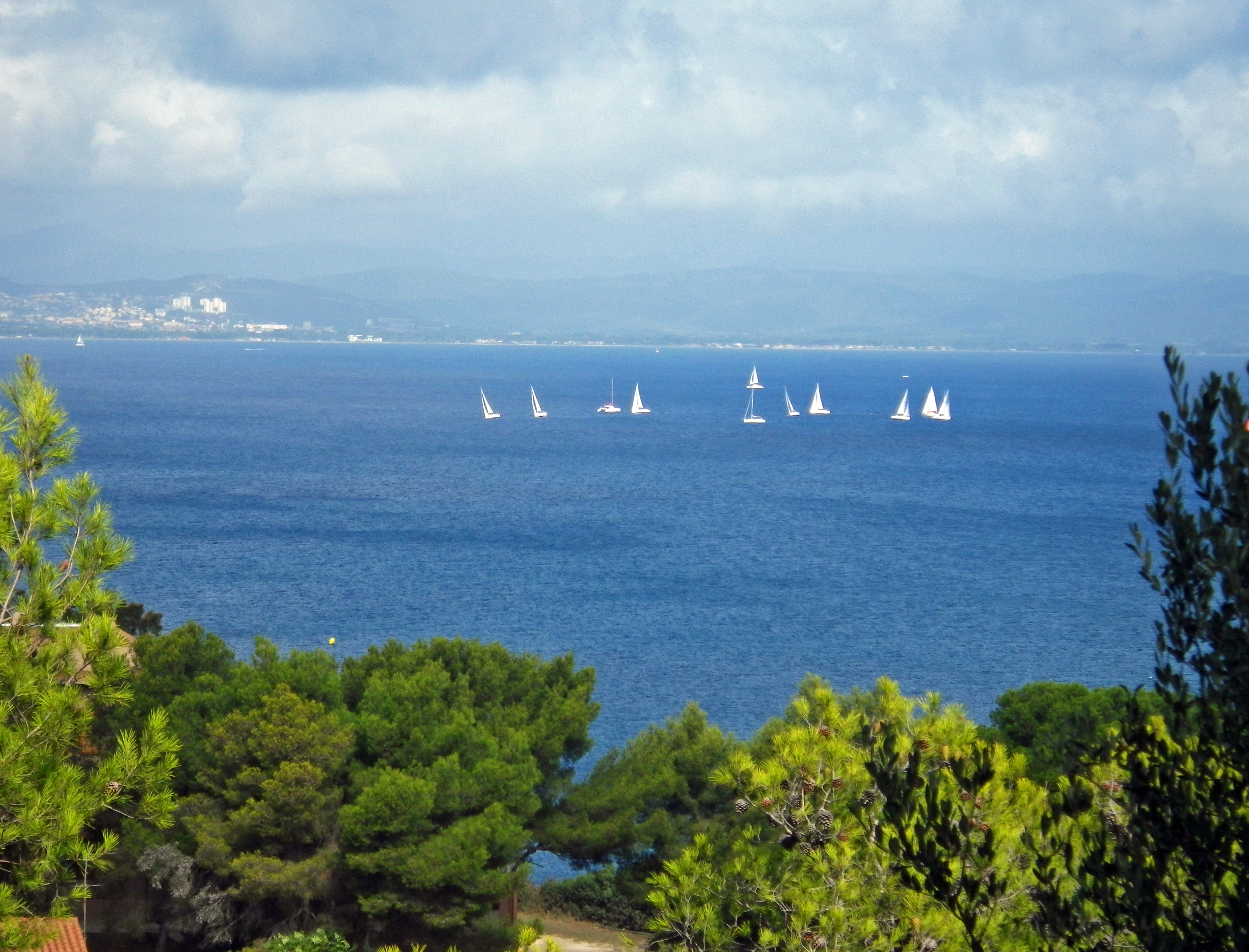
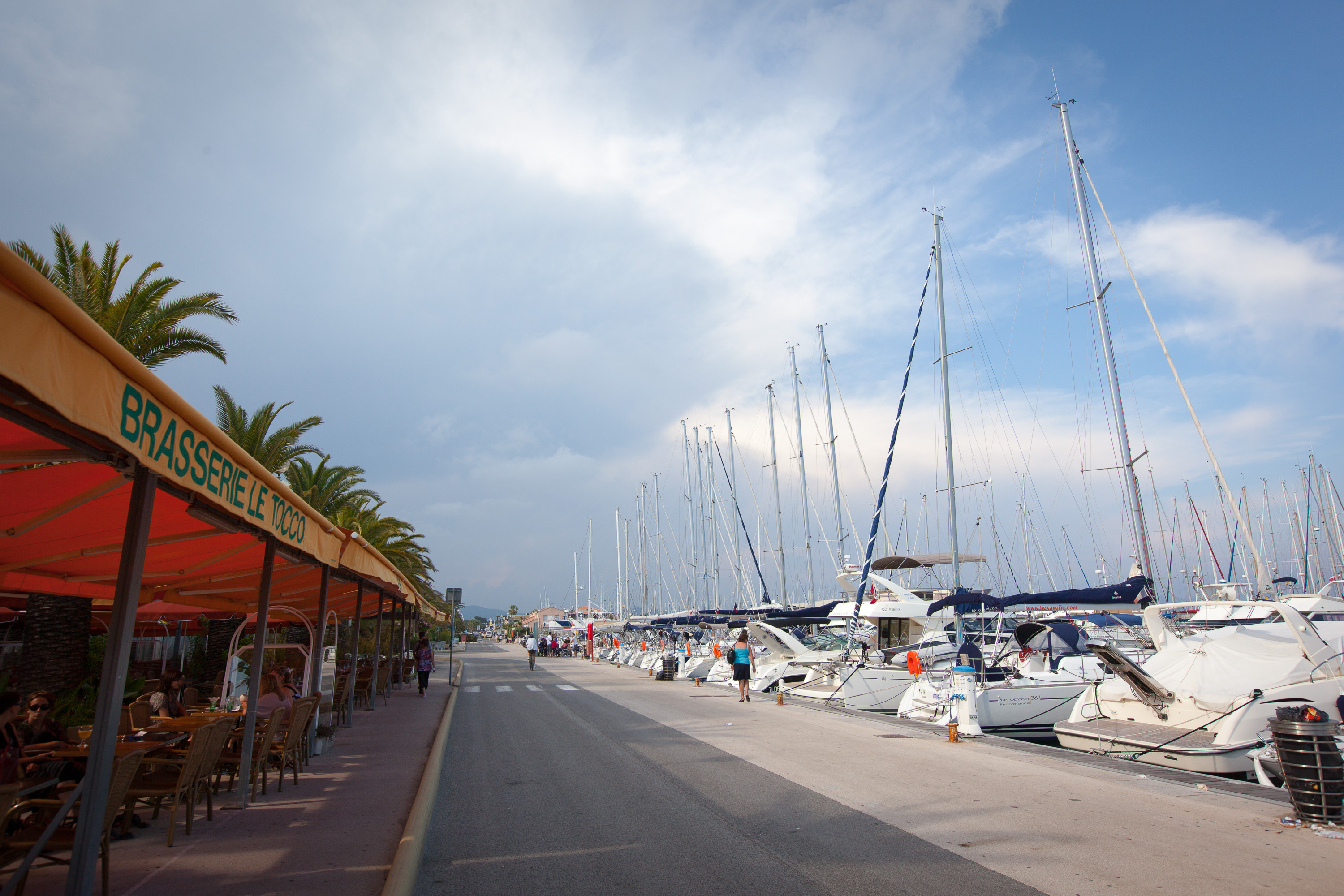